# Ducato di Lituania
Il Ducato di Lituania (in latino Ducatus Lithuaniae; in lituano Lietuvos kunigaikštystė) o talvolta Ducato di Vilnius fu uno Stato nato a seguito dell'unione di alcune tribù lituane nel corso del XIII secolo ed esistito fino al 1413, anno in cui la Lituania e la Polonia siglarono il Patto di Horodło. I territori di tale ducato confluirono in seguito nel Granducato di Lituania. Gli altri nomi utilizzati per identificare il ducato, sia pur in epoche diverse tra di loro, furono Aukštaitija o Terre di Lituania (XIII secolo), Ducato di Vilnius (XIV-inizio XV secolo), Lithuania Propria o semplicemente Lituania (in senso stretto).

## Storia

### Costituzione del Ducato
Gruppi di popolazioni diverse tra loro iniziarono a costituirsi nelle aree orientali della Lituania (regione storica dell’Aukštaitija, anche nota come Terra Lituana (in lituano Lietuvos žemė). Volendo essere ancora più precisi a livello geografico, si suppone che i primi gruppi si siano costituiti sulla riva sinistra del fiume Neris, per poi espandersi sempre più verso l’attuale contea di Utena, di Vilnius e di Panevėžys. Queste aree in particolare venivano menzionate in un testo in latino di Bruno di Querfurt del 1009 col nome di Litua. Il territorio era governato da capi tribù dei balti, dei lituani e degli aukštaiziani.

### Modificazione dellostatuse soppressione

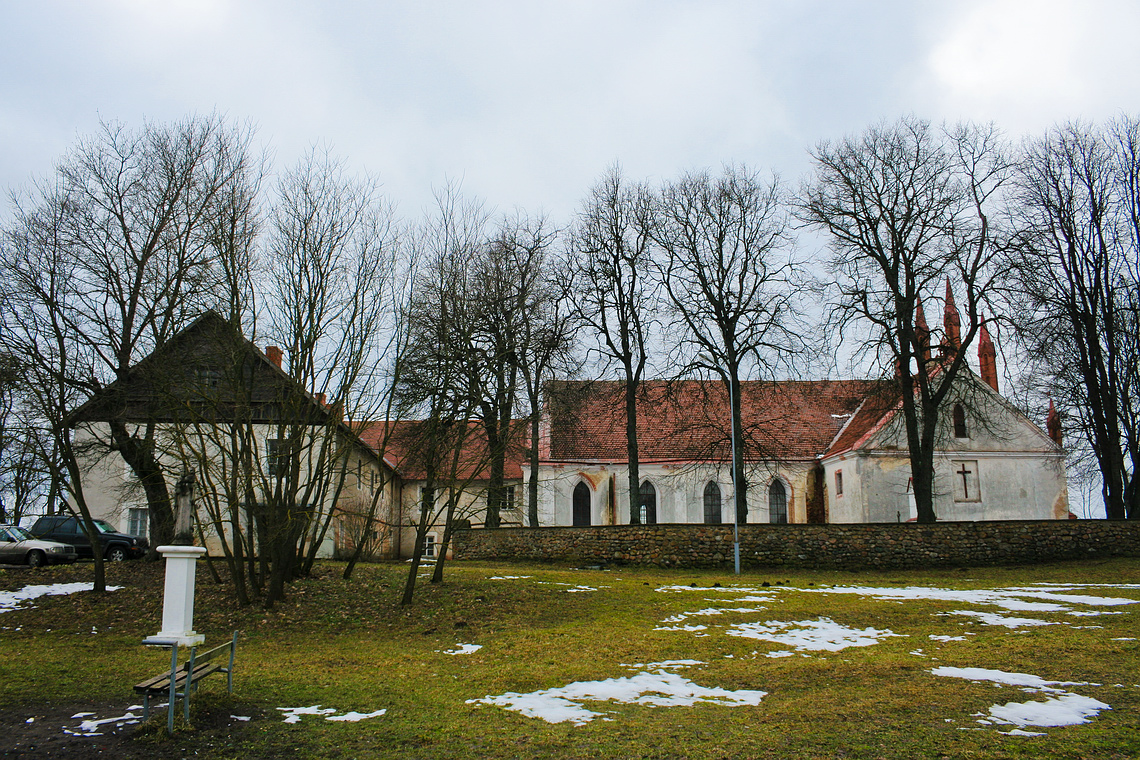
Il luogo dove a Senieji Trakai sorgeva il castello: ad oggi è possibile visitare la chiesa adiacente

A seguito dell'espansione dello stato lituano nel XIII secolo, quando cioè quest’ultimo divenne noto come Granducato di Lituania dopo la cancellazione del Regno di Lituania, il Ducato di Lituania divenne un'unità amministrativa territoriale governata dai Duchi di Lituania. Veniva poi assegnata alla gestione di nobili locali. Se si dovesse identificare un centro amministrativo principale del Ducato, sarebbe sicuramente da tenere in considerazione Kernavė fino ai primi anni del XIV secolo.
È possibile che il Ducato di Lituania, noto poi come Ducato di Vilnius già dal XIV secolo, fosse formato dalle terre orientali dell'originario Ducato di Lituania nell'epoca in cui Vytenis era Granduca (fine tredicesimo secolo). La zona sudorientale divenne invece Ducato di Trakai, gestito da Gediminas, il quale si stabilì personalmente nel castello di Senieji Trakai. Si sa per certo che il ducato di Trakai esistette nel 1337, quando veniva indicato come gestito da sovrano lituano Kęstutis. Da questo distretto nascerà successivamente il voivodato di Trakai.
L'ultima Duca di Lituania (in latino Dux Lithuaniae) fu Vitoldo il Grande, che lo ricevette in gestione nel 1392 da suo padre Algirdas su ordine di Jogaila, come sancito dal trattato di Astrava, che pose fine alla guerra civile lituana (1389-1392). Dal 1397, il Ducato assunse lo status di distretto, comparabile a quello posseduto dal Ducato di Samogizia. A seguito della riforma amministrativa operata nel 1413 da Vitoldo, sulla scia di quanto sancito dall'unione di Horodło, il Ducato cessò ufficialmente d'esistere divenendo parte del neo-costituito voivodato di Vilnius.